# Plator
Genre
Synonymes
- Hitoegumoa Kishida, 1914

Plator est un genre d'araignées aranéomorphes de la famille des Trochanteriidae.

## Distribution
Les espèces de ce genre se rencontrent en Inde, au Pakistan, en Chine, en Corée du Sud et au Japon.

## Liste des espèces
Selon World Spider Catalog (version 23.5, 24/09/2022) :
- Plator bowo Zhu, Tang, Zhang & Song, 2006
- Plator cyclicus Lin & Li, 2020
- Plator dazhonghua Lin & Li, 2020
- Plator hanyikani Lin & Li, 2020
- Plator himalayaensis Tikader & Gajbe, 1976
- Plator indicus Simon, 1897
- Plator insolens Simon, 1880
- Plator kamurai Lin & Li, 2020
- Plator kashmirensis Tikader & Gajbe, 1973
- Plator nipponicus (Kishida, 1914)
- Plator pandeae Tikader, 1969
- Plator pennatus Platnick, 1976
- Plator qiului Lin & Li, 2020
- Plator serratus Lin & Zhu, 2016
- Plator soastus Zamani & Marusik, 2022
- Plator solanensis Tikader & Gajbe, 1976
- Plator yunlong Zhu, Tang, Zhang & Song, 2006

## Systématique et taxinomie
Ce genre a été décrit par Simon en 1880 dans les Sparassidae. Il est placé dans les Platoridae par Simon en 1897 puis dans les Trochanteriidae par Platnick en 1990. 
Hitoegumoa a été placé en synonymie par Platnick en 1976.

## Publication originale
- Simon, 1880 : « Études arachnologiques. 11e Mémoire. XVII. Arachnides recueilles aux environs de Pékin par M. V. Collin de Plancy. » Annales de la Société Entomologique de France, sér. 5, vol. 10, p. 97-128 (texte intégral).